# Герра, Эдгар
Эдгар Андрес Герра Эрнандес (исп. 	Edgar Andrés Guerra Hernández; род. 9 марта 2001, Бесерриль, Сесар) — колумбийский футболист, нападающий клуба «Леон».

## Клубная карьера
Герра — воспитанник клуба «Мильонариос». 10 декабря 2020 года в матче против «Бояка Чико» он дебютировал в Кубке Мустанга. 14 марта 2021 года в поединке против «Патриотас Бояка» Эдгар забил свой первый гол за «Мильонариос». Он помог клубу выиграть чемпионат и завоевать Кубок Колумбии. 21 января 2024 года в матче против «Индепендьенте Медельин» он сделал хет-трик.  
В 2024 году Герра перешёл в мексиканский «Леон».

## Достижения
Клубные
 «Мильонариос»
- Победитель Кубка Мустанга — Апертура 2023
- Обладатель Кубка Колумбии — 2022